# Juan de Iturburu
Juan de Iturburu es un arquitecto de español, nacido en la localidad vizcaína de Lequeitio, Vizcaya, en 1724, aunque vivió en Bilbao donde falleció en 1796.
Fueron sus padres Juan de Iturburu y María de Mendasona, naturales de Ispaster y vecinos de Lequeitio. 
Contrajo matrimonio con María Manuela de Gojenola en 1763.
Murió dejando tres hijas, una de ellas monja en el convento de la Encarnación de Bilbao.

## Obra
Domina el trabajo de la madera y de la piedra. 
Autor tracista y examinador de retablos, realizó tres mayores y unos diez colaterales, dio la traza al menos a otros tres.
Ejemplo: Iglesia de San Nicolás (Bilbao), donde con Juan de Aguirre realizó los retablos de la Piedad y San Crispin-Crispiniano entre 1752-1756 y él solo los de San Blás y San Nicolás entre 1756-1758, el autor de las esculturas de todos ellos fue Juan Pascual de Mena.